# Neonesiotes
Neonesiotes es un género de arañas araneomorfas de la familia Linyphiidae. Se encuentra en Oceanía.

## Lista de especies
Según The World Spider Catalog 12.0:
- Neonesiotes hamatus Millidge, 1991
- Neonesiotes remiformis Millidge, 1991